# ۸۰ پلاس

لوگوی ۸۰ پلاس

۸۰ افزون یا ۸۰ پلاس (انگلیسی: 80 Plus) به برنامه گواهی داوطلبانه‌ای گفته می‌شود که از سال ۲۰۰۴ آغاز به کار کرده ‌‌و به واحدهای منبع تغذیه رایانه ای با بهره بالا تعلق می‌گیرد.
این گواهینامه به محصولاتی که بیش از ۸۰ درصد بازدهی الکتریکی در ۲۰ درصد، ۵۰ درصد ‌‌‌‌‌‌یا ۱۰۰ درصد بار نامی، و ضریب توان ۰/۹ یا بیشتر در بار کامل داشته باشند اهدا می‌شود.